# Hazugok és tolvajok
A Hazugok és tolvajok (eredeti cím: Lying and Stealing) 2019-ben bemutatott amerikai bűnügyi filmdráma, amelyet Matt Aselton és Adam Nagata forgatókönyvéből Aselton rendezett. A főbb szerepekben Theo James, Emily Ratajkowski, Fred Melamed, Ebon Moss-Bachrach, Isiah Whitlock Jr. és Evan Handler látható.
A film 2019. július 12-én jelent meg a Vertical Entertainment forgalmazásában. Magyarországon az HBO Go mutatta be 2020. március 20-án.

## Cselekmény
Los Angelesben Ivan Warding kereskedő, Dimitri Maropakis megbízásából műkincseket lop el a gazdagok otthonaiból. Mindehhez beoson a partijaikra, és megismerkedik Elyse Tibaldival. Elyse egy színésznő, aki kiesett a népszerűségből, mióta elfogadta egy producer meghívását a szobájába, ahonnan ellopta a felesége 250 ezer dollárt érő nyakláncát, és 50 ezer dollárért eladta. 
Ivan fel akar hagyni a műtárgylopással, de Dimitri minden egyes munka után elmagyarázza, hogy szüksége van még egy műtárgyra, amivel rendezheti apja adósságait. A Hitler önarcképének ellopására irányuló munka során elrejti a festményt, mert az FBI követi. Dimitri megfenyegeti Ivant, és sikertelenül átkutatja a lakását a festmény érdekében.
Lyman Wilkers az FBI-tól üzletet ajánl Ivannak, ha elárulja Dimitrit. Ehelyett Ivan, a bátyja, Ray és Elyse azt tervezik, hogy megszabadulnak Dimitritől. Elyse elcsábítja Dimitrit egy bárban, érdeklődést színlel iránta, és Ray sofőrjével Dimitri házához hajtanak. Ray a borba kokaint tesz, amit Dimitri a magas vérnyomása miatt nem bír elviselni, és meghal. Az ügyet önhibájukon kívül leírják, a műtárgyakat visszaadják a tulajdonosoknak, kivéve az első, Ivan apja által ellopott festményt, amit Ivan magával visz.
Végül Ivan odaadja a producernek a pénzt az ellopott nyakláncért, hogy Elyse újra megbízásokat kaphasson.

## Szereplők
| Szerep            | Színész            | Magyar hang           |
| ----------------- | ------------------ | --------------------- |
| Ivan Warding      | Theo James         | Fehér Tibor           |
| Elyse Tibaldi     | Emily Ratajkowski  | Dobó Enikő            |
| Dimitri Maropakis | Fred Melamed       | Faragó András         |
| Ray Warding       | Ebon Moss-Bachrach | Dolmány Attila        |
| Lyman Wilkers     | Isiah Whitlock Jr. | Törköly Levente       |
| Eric Maropakis    | Evan Handler       | Gubányi György István |
| Aton Eisenstadt   | John Gatins        |                       |
| Mary Bertring     | Fernanda Andrade   |                       |
| Mr. Oklahoma      | Bob Stephenson     |                       |
| Mike Williams     | Keith Powell       |                       |
| Foxy              | Julia Haart        |                       |

### Magyar változat
- Bemondó: Endrédi Máté
- Magyar szöveg: Kiss Barnabás
- Hangmérnök: Kis Pál
- Vágó: Pilipár Éva
- Gyártásvezető: Újréti Zsuzsa
- Szinkronrendező: Egyed Mónika
- Produkciós vezető: Marjay Szabina

A szinkront az SDI Media Hungary készítette el.

## A film készítése
2017 novemberében bejelentették, hogy Theo James, Emily Ratajkowski, Fred Melamed, Ebon Moss-Bachrach, Isiah Whitlock Jr., Evan Handler és John Gatins csatlakozott a szereplőgárdához, a filmet Matt Aseleton rendezte Adam Nagata mellett írt forgatókönyvéből.

## Bemutató
2019 januárjában a Vertical Entertainment és a DirecTV Cinema megvásárolta a film forgalmazási jogait. 2019. július 12-én jelent meg.